# Lasbek
Lasbek är en kommun och ort i Kreis Stormarn i förbundslandet Schleswig-Holstein i Tyskland.
Kommunen ingår i kommunalförbundet Amt Bad Oldesloe-Land tillsammans med ytterligare åtta kommuner.